# Hassar wilderi
Hassar wilderi é uma espécie de peixe da família dos doradidae e da ordem dos siluriformes. Os machos podem alcançar 25 cm de comprimento.
É um peixe de água doce e de clima tropical (22 °C-25 °C). É encontrado na América do Sul, mais especificamente, na bacia do rio Tocantins, no Brasil.